# 家用录像系统

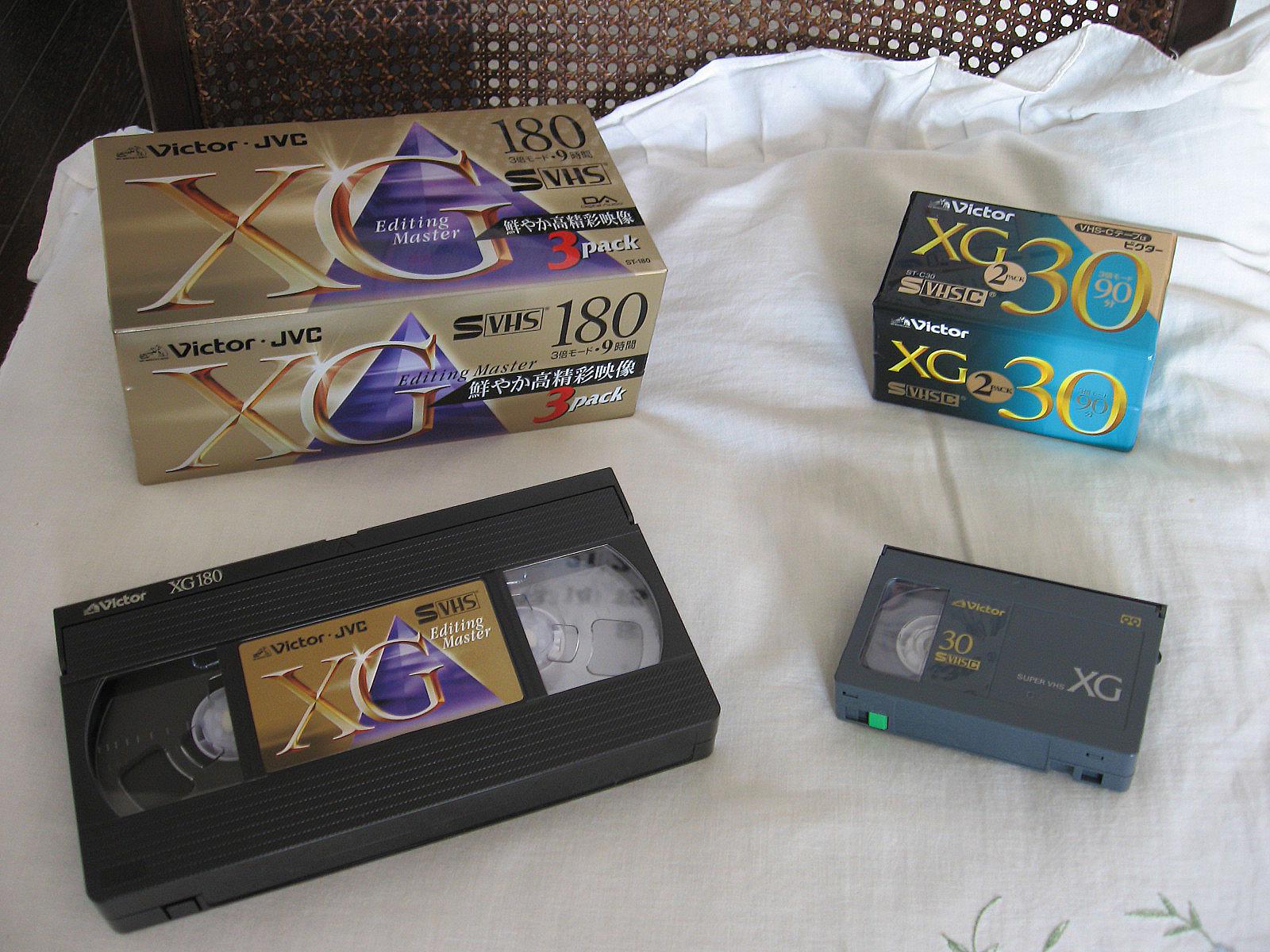
左起：S-VHS錄影帶、S-VHS-C錄影帶

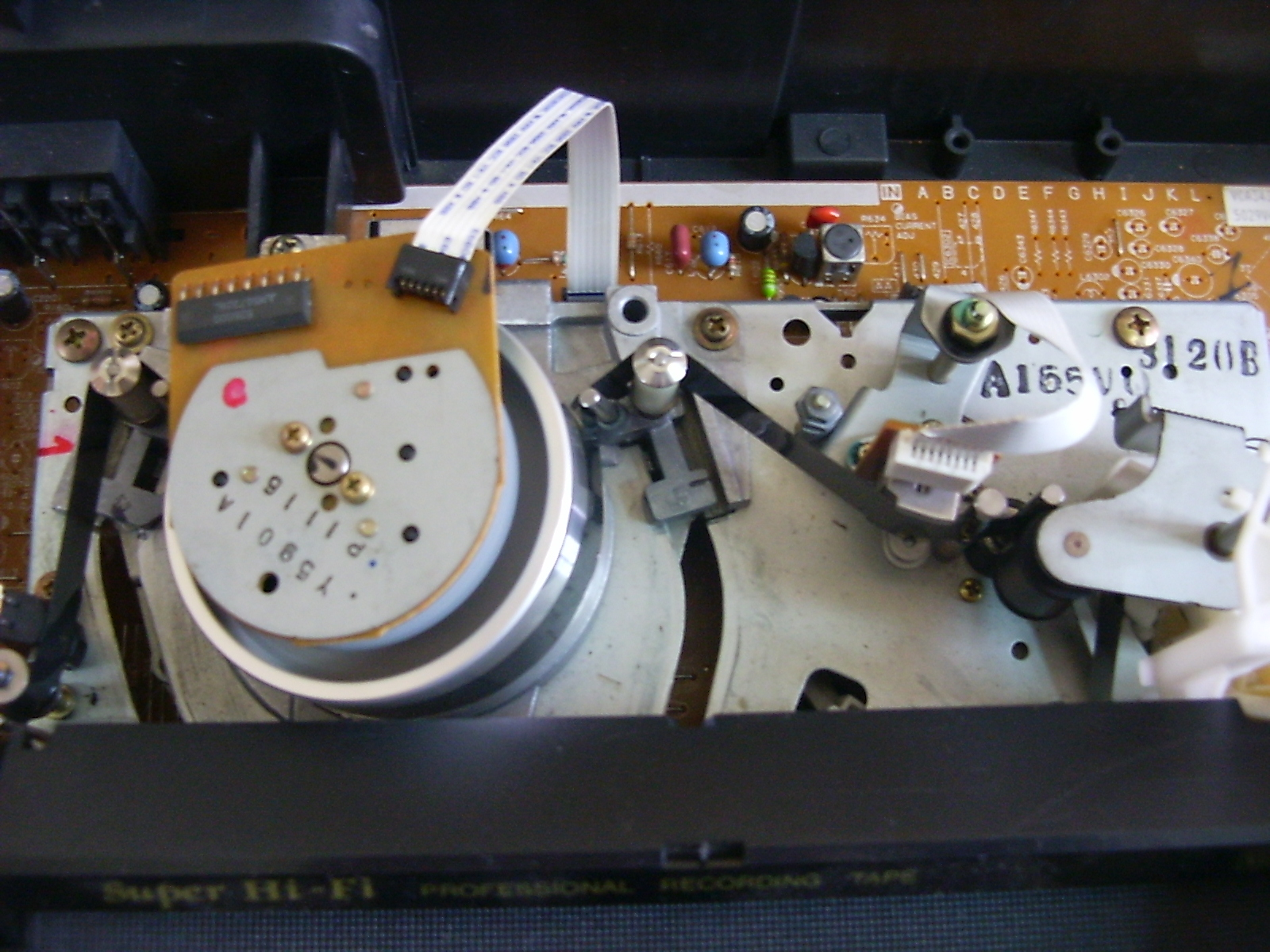
VHS的M型进带方式

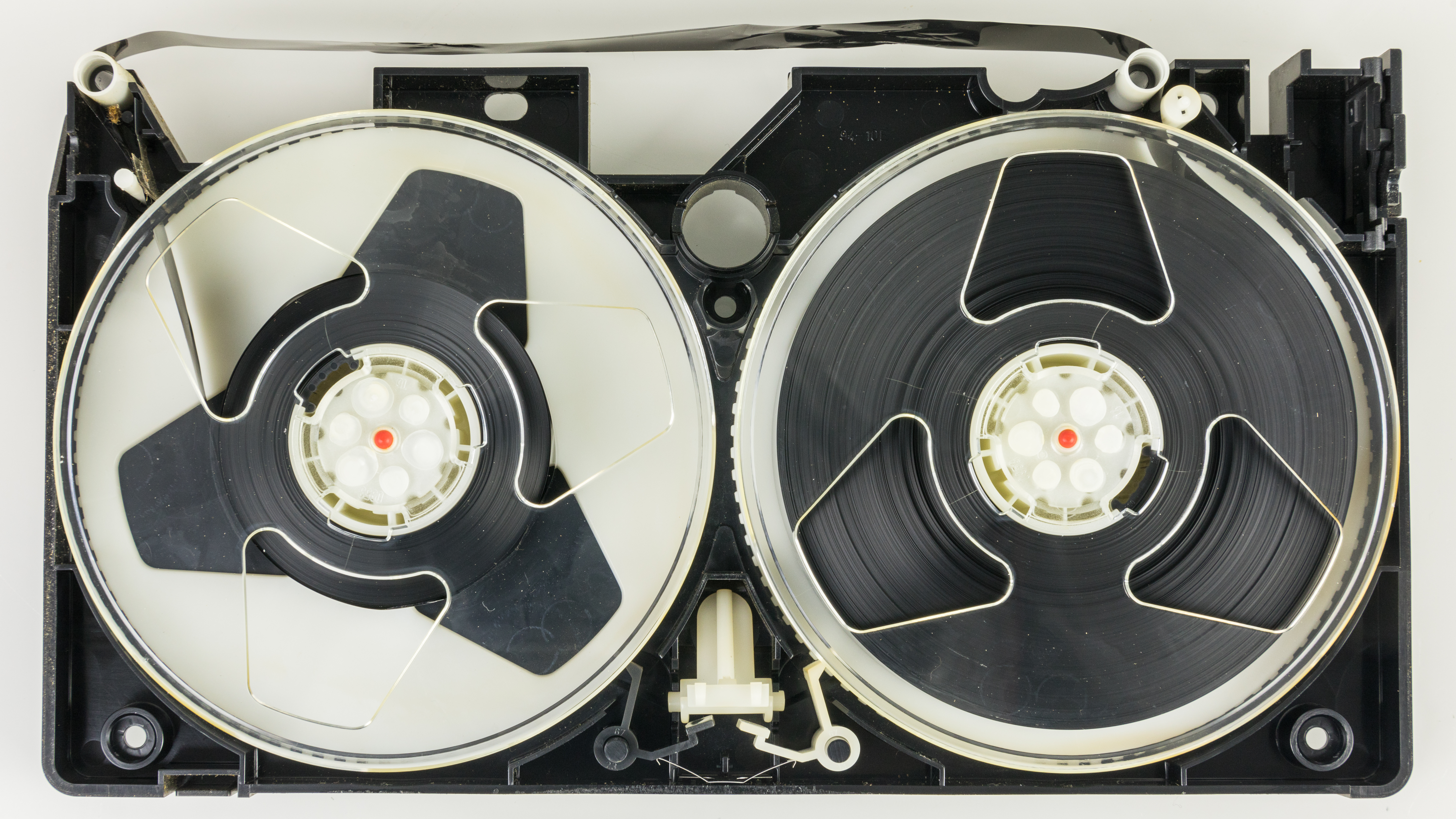
VHS錄影帶內部結構

家用录像系统（英語：Video home system，简写为VHS），是由日本JVC公司在1976年开发的一种家用录像机录制和播放标准。

## 歷史

### VHS 誕生前
在20世紀50年代，使用錄影帶來記錄影像的技術日趨成熟。但當時這些技術及設備的價格較為昂貴，而且僅用於專業用途，例如電視行業、電視台直播室、醫學成像（如記錄螢光透視鏡影像）等。

### VHS 的開發
直到1970年代，錄影帶技術成本下降，得以進入家庭領域，並且造就了家用影像行業、並改變了電影和電視行業之業務及其經濟情況。可是，部份電視行業認為卡式錄影機（VCR）具有破壞其業務的能力，至於電視用家則將卡式錄影機視為「能夠隨意控制觀看體驗」的方式。
VHS的開發可以追溯到1971年，JVC 的工程師 Yuma Shiraishi 和 Shizuo Takano 組成團隊來開發以家庭為本的磁帶錄影機（VTR）。
到 1971 年底，他們創建名為“VHS Development Matrix”的內部示意圖，為 JVC 的新 VTR 系統訂立了十二個目標，其中包括：
- 系統必須與任何常見的電視機兼容
- 圖像品質必須接近常見的無線電視廣播
- 磁帶必須具備至少兩小時時間的記錄容量
- 磁帶必須能夠在不同機器之間互換
- 整個錄影機系統應是多用途，這意味能夠連接外置攝影機，或在兩個錄像機之間連接等
- 錄影機價格應當合理、易於操作，並且降低保養成本
- 錄影機須能夠批量生產，系統的部件必須可以互換，並且易於維修

然而在1972年初，日本的商業錄影行業遭受了經濟打擊；此時 JVC 削減了預算並重組了影像部門，並擱置了 VHS 項目。儘管部門缺乏資金，高野和白石仍然繼續秘密地進行這個項目。到了1973年，該兩位工程師已經製作了一個可實用的雛型了。
虽然VHS的官方翻译就是家用录像系统，但是最初VHS代表Vertical Helical Scan（垂直螺旋扫描）的意思，因为它采用了磁头／磁带垂直扫描的技术。此外有些早期的报道宣称，VHS是Victor Helical Scan（胜利螺旋扫描）系统的名称缩写，而其中的Victor取自JVC的"V"（Victor）。

### 與 Betamax 的競爭
1980年代，在经历了和索尼公司的Betamax格式以及飞利浦的Video 2000格式的竞争之后，VHS成为家用录像机的标准格式。VHS提供了比Betamax格式更长的播放时间，同时磁带传送机构又没有Betamax那么复杂。VHS比Betamax的快进和后退速度要快很多，因为在磁带高速卷动之前，播放磁头已经离开了磁带。畫質方面则是Betamax格式比較好。
VHS在美国还有更多市场，还有很多录影带租赁企业提供VHS录影带的租借。在亚洲，VHS已经被VCD、DVD甚至Blu-ray等所淘汰。在摄像机格式方面，DV数字视频已取代了VHS-C格式，近年來更流行內建硬碟或記憶體而不需要磁帶的攝影機。

### 各種版本、改良與現況
VHS有一些改进标准，例如模拟标准S-VHS、用VHS磁带记录数字视频的D-VHS等。也有可以将个人电脑和VHS录像机相连接用来备份数据的设备。
还有一种小型的VHS录影带格式VHS-C（C指的是Compact），它和标准的VHS使用同样宽度的磁带，可以透過适配器在普通录像机上观看，但它的体积只有92毫米×69毫米×23毫米，比标准的VHS录影带縮小許多，故可以用在手持式摄像机等设备上。此格式在某些方面阻碍了Betamax格式的销售，因为Betamax格式的磁带的尺寸很难縮小。
在美國和日本VHS繼續流行，因為開發了能夠兼容傳統VHS錄影帶的改良型，即S-VHS和D-VHS。D-VHS更可以錄播高清電視節目，並有長錄影時間（超過二十四小時），亦有適應高清電視畫質的正版D-VHS錄影帶租售。但這些機器和磁帶價格高昂，又不能直接兼容其他國家版本的高清電視，所以在兩國以外並未普及。
後來因為BD燒錄器和BD錄影機出現和普及，D-VHS亦因而受到冷落了，但仍然受D-VHS愛好人仕青睞。

## 規格

### 尺寸
VHS盒式录影带裡的磁带宽12.65毫米（通常被称为大½英寸格式），磁带在播放的时候会经过录像磁头或者播放磁头。VHS格式的带宽大约为3MHz，水平分辨率大约240线。VHS的垂直分辨率由电视的制式所决定，NTSC制式下为486线，PAL制式下为576线。

### 可錄製容量
| 錄影帶標籤 | 錄影帶長度        | 錄影時間（NTSC模式） | 錄影時間（NTSC模式） | 錄影時間（NTSC模式） | 錄影時間（PAL模式）  | 錄影時間（PAL模式）  | 錄影時間（PAL模式）  |
| 錄影帶標籤 | 錄影帶長度        | SP                   | LP                   | EP/SLP               | SP                   | ——                   | LP                   |
| ---------- | ----------------- | -------------------- | -------------------- | -------------------- | -------------------- | -------------------- | -------------------- |
| T-120      | 812 ft (247.5 m)  | 2:00                 | 4:00                 | 6:00                 | 2:49                 |                      | 5:38                 |
| T-160      | 1075 ft (327.7 m) | 2:40                 | 5:20                 | 8:00                 | 3:43                 |                      | 7:26                 |
| T-180      | 1210 ft (368.8 m) | 3:00                 | 6:00                 | 9:00                 | 4:13                 |                      | 8:27                 |
| T-210      | 1421 ft (433.1 m) | 3:30                 | 7:00                 | 10:30                | 4:56                 |                      | 9:52                 |
| 錄影帶標籤 | 錄影帶長度        | 錄影時間（PAL模式）  | 錄影時間（PAL模式）  | 錄影時間（PAL模式）  | 錄影時間（NTSC模式） | 錄影時間（NTSC模式） | 錄影時間（NTSC模式） |
| 錄影帶標籤 | 錄影帶長度        | SP                   | ——                   | LP                   | SP                   | LP                   | EP/SLP               |
| E-120      | 570 ft (173.7 m)  | 2:00                 |                      | 4:00                 | 1:26                 | 2:52                 | 4:18                 |
| E-180      | 851 ft (259.4 m)  | 3:00                 |                      | 6:00                 | 2:09                 | 4:18                 | 6:27                 |
| E-240      | 1142 ft (348.1 m) | 4:00                 |                      | 8:00                 | 2:53                 | 5:46                 | 8:39                 |

## 2025年危機
2019年，聯合國教科文組織全民資訊計畫（IFAP）與國際聲音和影音檔案協會（ IASA ），呼籲VHS的錄影帶持有者要儘速的進行數位化，可操作的重播設備正在迅速消失，磁帶文件的常規傳輸預計將在 2025 年左右結束，因此被稱為是「2025年危機」。